# Horváth Zoltán (kohómérnök)
Horváth Zoltán (Miskolc, 1921. március 6. – Miskolc, 2004. október 26.) kohómérnök, a Miskolci Egyetem professzora, a Fémkohászattani Tanszék vezetője, a Kohómérnöki Kar dékánja.

## Élete, munkássága
A Földes Gimnázium elődjében, a Fráter György Gimnáziumban érettségizett 1940-ben, majd Sopronban, a József Nádor Műszaki és Gazdaságtudományi Egyetem Bánya-, Kohó- és Erdőmérnöki Karán tanult tovább, ahol 1944-ben végzett kohómérnöki diplomával.
Oklevele megszerzése után a soproni kar Fémkohászattani Tanszékének tanársegédje, majd két év múlva adjunktusa lett. 1948-ban egyetemi doktori fokozatot szerzett. 1949-ben megalakult Miskolcon a Nehézipari Műszaki Egyetem, és 1952-re a többi kohász tanszékkel együtt a Fémkohászati Tanszék, és annak oktatójaként ő is Sopronból is Miskolcra költözött. 1952-ben kandidátus, majd 1961-ben a műszaki tudomány doktora lett. 1955-ben a Miskolcon működő Bánya- és Kohómérnöki Kar kettévált Bányamérnöki Karrá és Kohómérnöki Karrá, és utóbbinak alapító dékánja Horváth Zoltán lett. Ezt a funkcióját tíz évig töltötte be.

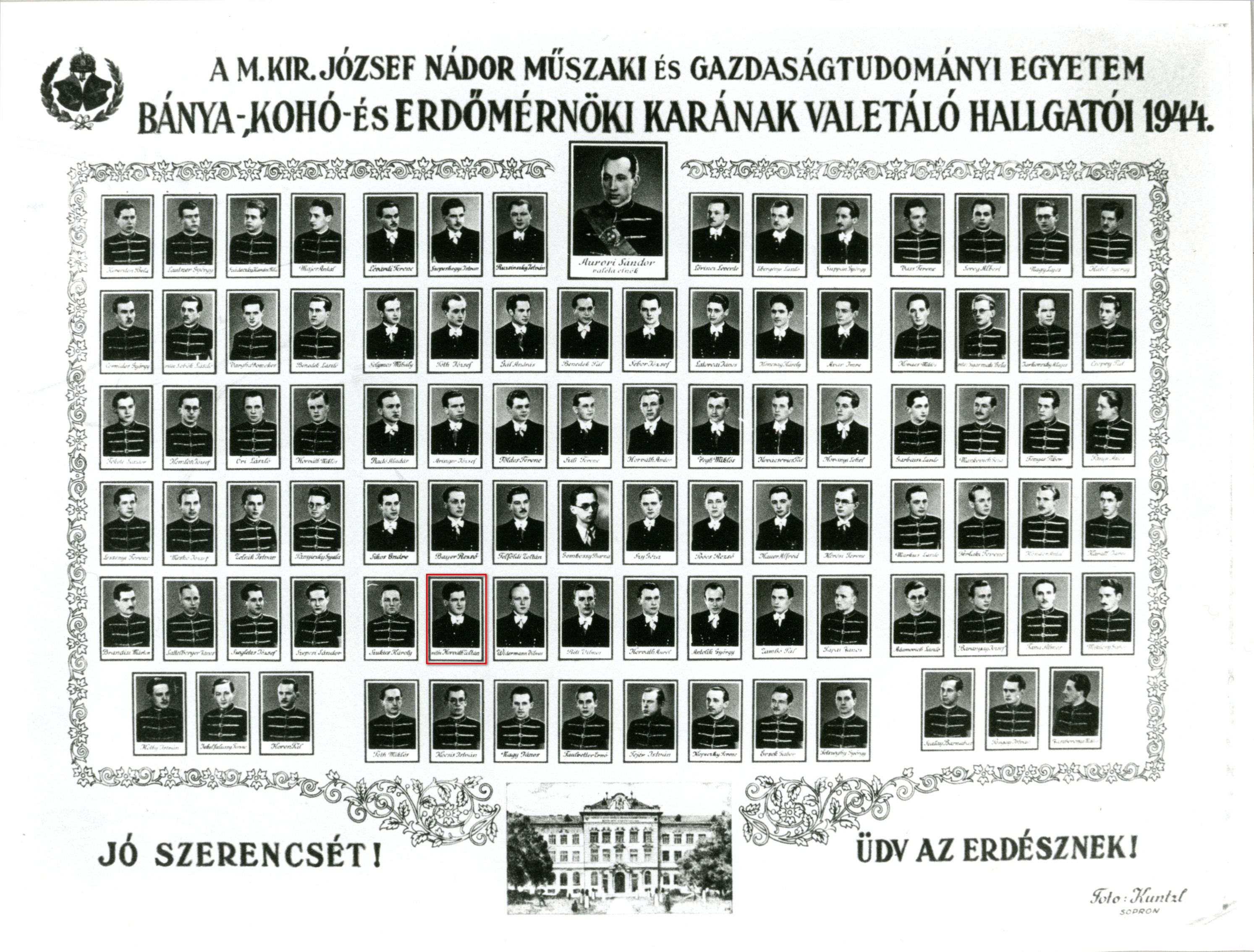
Horváth Zoltán a Spronban, 1944-ben végzettek tablóján

Az egyetemen kialakította az Általános kohászattan, az Elméleti kohászattan és a Kémiai metallurgia című tantárgyak anyagát. Ezen kívül előadta a Fémkohászattant, időszakosan a Hidrometallurgiát, a Ritkafémek kohászatát, a Fizikai kémiát és az Elektrokémiát. Többéves kutatómunka során kidolgozta a kohászati termodinamika alapjait, amit bevezetett a Fémkohászattani Tanszék által oktatott tantárgyak anyagába. Kiemelt figyelmet fordított arra, hogy a legfrissebb metallurgiai ismereteket is beépítse előadásai anyagába. Külföldi egyetemen is volt vendégprofesszor, Freibergben, Drezdában tartott fémkohómérnök hallgatóknak, oktatóknak, üzemi szakembereknek előadássorozatot. Hazai egyetemeken és az ország csaknem minden kohászati üzemében a termodinamika és a reakciókinetika kohászati felhasználásáról, az alumínium, a réz, a nemesfémek, a nagy olvadáspontú és a sugárzó fémek kohászatáról, a fémhulladékok feldolgozásáról, a fajlagos energiafogyasztás csökkentésének lehetőségeiről tartott előadásokat. Kutatási területe a fémkohászat egész területére kiterjedt, de kiemelten a bauxitokkal és az alumíniummal foglalkozott, és szoros kapcsolatban állt a hazai alumíniumipar vezető képviselőivel is.
Szakmai-tudományos munkásságának részeként – önállóan, illetve társszerzőkkel – 22 könyvet, körülbelül 50 egyetemi jegyzetet és 250 folyóiratcikket írt, ezeknek mintegy harmada idegen nyelvű. Megalakulása óta tagja volt az Magyar Tudományos Akadémia metallurgiai bizottságának, és évekig elnöke a fémmetallurgiai albizottságnak.
Az oktatás-kutatás mellett sokat foglalkozott az egyetem, illetve a tanszék történetével, a híres elődök (többek között Georgius Agricola, Born Ignác, Giovanni Antonio Scopoli, Kerpely Antal, Faller Károly], Széki János) élettörténetével. A selmeci oktatók és Mozart kapcsolatát elemző kutatásairól mintegy húsz tanulmányt írt. Kutatásai szerint a A varázsfuvola Sarastrójának alakját Mozart Born Ignácról mintázta (a szövegíró Schikaneder is jól ismerte a professzort).
1986-ban ment nyugdíjba, ezután a tanszék tudományos főmunkatársa, majd 1996-tól professor emeritus lett. 2004-ben hunyt el, a miskolci Mindszenti Temetőben nyugszik.

## Kutatási területe (áttekintés)
- a bauxitok feltárásának kinetikai vizsgálata,
- a kovasav oldódásának és kiválásának a mechanizmusa,
- a nátrium-aluminát-oldat szerkezetének vizsgálata,
- minimális energiafogyasztás az inotai és ajkai alumíniumkohónál,
- a LiF hatása az alumínium-elektrolit dermedésére és timföldoldó képességére,
- energiamegtakarítási lehetőségek a timföldgyárakban,
- az elektrolízis feszültség- és energiamérleg a Csepeli Fémmű elektrolitos rézraffináló üzemében,
- javasolt technológia a recski rézérc kohósítására,
- a ritkafémek előállításának és raffinálásának elméleti alapjai.

## Tankönyvei, jegyzetei (válogatás)
- Aluminiumkohászat. Sopron, NME, 1950
- Ólomkohászat. Sopron, NME, 1950
- Nikkelkohászat. Sopron, NME, 1950
- Rézkohászat. Sopron, NME, 1950
- Technikai elektrokémia. Sopron, Tankönyvkiadó, 1951
- Fémkohászati folyamatok termodinamikája. Budapest/Miskolc, Közoktatási Jegyzetellátó Vállalat, 1952
- Általános kohászattan. Budapest, Tankönyvkiadó, 1952
- Magnéziumkohászat. Miskolc, Oktatásügyi Jegyzetellátó vállalat, 1953
- Fémkohászati példatár. Budapest, Felsőoktatási Jegyzetellátó Vállalat, 1954
- Fémkohászati folyamatok termodinamikai számítása. Budapest, Akadémiai Kiadó, 1954
- Aluminiumkohászat I, II. Miskolc, Felsőoktatási Jegyzetellátó Vállalat, 1955
- Fizikai kémiai példatár. Budapest, Felsőoktatási Jegyzetellátó Vállalat, 1956
- Vas- és fémkohászattan. Budapest, Felsőoktatási Jegyzetellátó Vállalat, 1960
- Fémkohászattan I: Réz-, ólom-, cinkkohászat. Budapest, Felsőoktatási Jegyzetellátó Vállalat, 1960
- Fémkohászattan II. Budapest, Felsőoktatási Jegyzetellátó Vállalat, 1960
- Fémkohászattan III: Mangán-, nikkel-, ón-, arany-, ezüst-, antimonkohászat. Budapest, Felsőoktatási Jegyzetellátó Vállalat, 1960
- Elméleti kohászattan (tsz. Sziklavári Károly). Budapest, Tankönyvkiadó, 1961
- A cink kohászata. Budapest, Akadémiai Kiadó, 1961
- Elméleti kohászattan 1 (tsz. Mihalik Árpád). Budapest, Tankönyvkiadó, 1966
- Elméleti kohászattan 2 (tsz. Sziklavári Károly). Budapest, Tankönyvkiadó, 1966
- Reakciókinetikai alapfogalmak. Miskolc, NME, 1967
- Termodinamikai alapfogalmak. Miskolc, NME, 1967
- A koncentrációváltozás sebessége kohászati folyamatokban. Miskolc, NME, 1967
- Módszerek a kohászati folyamatok sebességének vizsgálatára. Miskolc, NME, 1972
- Ritkafémek előállításának elméleti alapjai. Miskolc, NME, 1975
- Elméleti kohászattan (tsz. Sziklavári Károly, Mihalik Árpád). Budapest, Tankönyvkiadó, 1977
- Fémkohászattan példatár 1 (tsz. Szepessy Andrásné, Szabó Attiláné). 1977
- Vákuummetallurgia (tsz. Pásztor Gedeon). Budapest, Műszaki Könyvkiadó, 1980
- Timföldgyártás és alumíniumkohászat (tsz. Riedl István, Wéber József). 1980
- A cink, a nikkel, a mangán kohászata, porkohászattan (tsz. Wéber József). 1987

## Elismerései
- a Munka Érdemrend arany fokozata (1973, 1986)
- Szocialista Munkáért érdemrend (1959)
- az Akadémiai Díj I. fokozata (1965)
- a Felsőoktatás kiváló dolgozója (1953)
- az Oktatásügy kiváló dolgozója (1956, 1965)
- Wahlner Aladár emlékérem (1958)
- Kerpely Antal emlékérem (1967)
- Mikoviny Sámuel emlékérem (1979)
- Zorkóczy Samu emlékérem (1987)
- a Kohászat kiváló dolgozója (1972)
- a Kassai Műszaki Főiskola emlékérme (1977, 1982)
- az Ostravai Egyetem emlékérme (1985)
- az Amerikai Vakuumtechnika Egyesület emlékplakettje (1988)
- az OMBKE tiszteleti tagja (1990)
- a Miskolci Egyetem tiszteletbeli doktora (1991)
- az OMBKE jubileumi emlékérme (1992)
- a Miskolci Egyetem aranyoklevele (1994)
- Soltz Vilmos emlékérem (1997)
- a Csepeli Fémmű jubileumi aranyérme (1995)
- a Miskolci Egyetem jubileumi aranyérme (1999)
- az Anyag- és Kohómérnöki Kar emlékérme (2001)
- az MTA Kémiai Metallurgia Albizottság tiszteletbeli tagja (2003)
- a Miskolci Egyetem gyémántoklevele (2004)